# 칼 하이어센
칼 하이어센(Carl Hiaasen, 1953년 3월 12일 ~ )은 미국의 소설가, 언론인이다. 대표작으로 'Hoot'(2002), 'Flush'(2005), 'Chomp'(2012) 등이 있다.